# 李树仙
李树仙（1965年10月—），云南峨山人，彝族，中华人民共和国基层政治人物、第十一届全国人民代表大会云南地区代表。
担任云南省玉溪市峨山县塔甸镇海味村党总支书记、村委会主任，是中共党员。2008年起担任全国人大代表。2018年2月24日，当选为第十三届全国人大代表。